# Raziel (anděl)

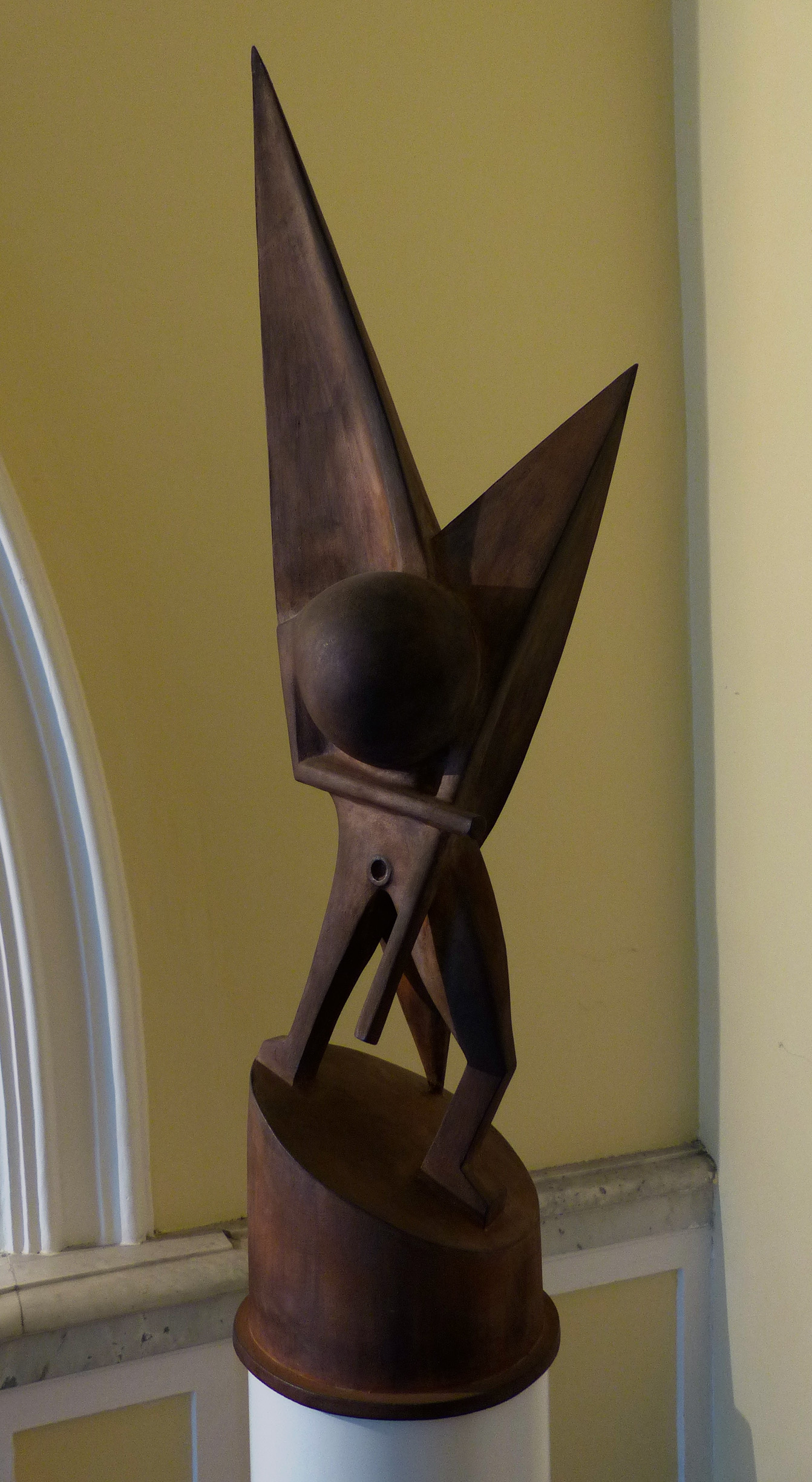
Anděl Raziel (autor: Stefan Milkov)

Raziel, Razi-el (hebrejsky רזיאל , významově Bůh spaluje nebo Bůh zasahuje nečistotou) byl stvořeným andělem a bratrem Lucifera a Enrahy. Pokud se jedná o anděla fiktivního televizního seriálu Lucifer Morningstar v hlavní roli s Tomem Ellisem, s mylnou či záměrně znetvořenou scénářovou mytologií zřejmě skutečné postavy anděla podle judaismu, byl podle ní padlým andělem a poklekl před Luciferem.[chybí lepší zdroj]
Provinil se znečištěním krve, kterou vlil do poháru a dal pít člověku. Jeho působnost úzce souvisela nebo souviset musila s vytvářením odporu k rasově odlišné krvi, s ohledem na jeho jméno, představující mimo jiné definice rasismus. Měl pozorovat zápas mezi Luciferem a Michaelem, ale podle stejného zdroje byl anděl Michael také proti Bohu, což teologicky, a věroučně zcela reálně, odporuje duchu Písma svatého. On a Enraha měli být padlými anděly ještě dřív než Lucifer.[chybí lepší zdroj]
Patří k dalším andělům, kteří na webu Lucifer Wiki odpovídají popisům podle filmové fikce:[zdroj?]
- Nadlidská síla: Raziel, stejně jako všichni andělé, má nesmírnou úroveň nadlidské síly a dokáže vyvinout, zvedat a nést neuvěřitelné množství síly a hmoty.
- Nadlidská rychlost: Raziel, stejně jako všichni andělé, má ohromnou nadlidskou rychlost, může se objevit a zmizet mnohem rychleji, než by lidské oko mohlo vidět.
- Nadlidské reflexy: Raziel, stejně jako všichni andělé, má neuvěřitelné nadlidské reflexy a dokáže reagovat, uhýbat nebo zachytit přicházející poškození nesmírnou rychlostí.
- Nesmrtelnost: Jako andělská nebeská bytost je Raziel imunní vůči věku, žije od počátku stvoření a je také nemožné ublížit jakýmkoli způsobem, který může snadno zabít nebo zranit smrtelníky.
- Let: Razielovi křídla umožňují létat. Může létat stejně rychle nebo rychleji, než je rychlost světla, při které by zdánlivě zmizela z lidského oka, podobným způsobem, podobným teleportaci.
- Dimensionální cestování: Raziel je schopen cestovat mezi Nebem, peklem a Zemí.

## Judaismus
Skutečná charakteristika anděla Raziela a jeho existence v judaismu jej zařazují mezi patnáct nejvyšších andělů. Je někdy nesprávně považován za archanděla Raguela, kvůli zdánlivé podobnosti ve fonetické výslovnosti jmen.

#### Z židovské encyklopedie:
Anděl, poprvé jmenovaný ve slovanské knize Henochově (psané před naším letopočtem; viz Žid. Encyc. i. 591, s.v. Angelologie), kde je pod jménem "Raguel" nebo "Rasuel" zmíněn společně se Sémielem nebo Šemuelem. Kromě toho je neznámý jak židovské, tak křesťanské literatuře starověku, další výskyt jeho jména je v Targumu na Eccl. x. 20:
"Každý den anděl Raziel hlásá na hoře Choréb z nebe tajemství lidí všem, kdo bydlí na zemi, a jeho hlas se rozléhá po celém světě." Jeho jméno vskutku označuje "tajemství Boží" a bylo mu dáno kvůli předávání "tajemství" ("Každý anděl je pojmenován podle svého povolání jako Raziel, protože předal Knihu tajemství"; "Raziel", ed. Amsterdam, str. 21b).
Sdělením Knihy tajemství končí skutečná důležitost Raziela, ani není zmiňován tak často jako andělé Michael, Gabriel, Rafael atd. Podle knihy Raziel je andělem magie, který učí lidi astrologii, věštění a tradici amuletů; mystika s ním spojená je předchůdcem "praktické Kabaly". V této funkci se Raziel objevuje v astrologii Arabů, kde předsedá dvacáté lunární stanici ve zvěrokruhu. S ohledem na tyto charakteristiky je třeba rozlišovat mezi mystikou Merkaby a Meṭaṭronu na jedné straně a mystikou Raziela na straně druhé. Viz Raziel, Kniha.

## Teologie
Kniha Sefer Raziel HaMalakh, tedy Kniha Raziela Posla Božího, připisovaná andělu Razielovi, je knihou magie a anděla Raziela by jakožto jejího původce a tedy autora stavěla skutečně na stranu nesvatých andělů:
Kniha se stala notoricky známou v německé renesanční magii, pojmenovaná spolu s Picatrix jako jedno z nejodpornějších děl nekromancie Johannese Hartlieba. Adamovu modlitbu parafrázuje Mikuláš Kusánský ve dvou kázáních (Sermo I, 4, 16.25; Sermo XX, 8, 10-13) a dále jej použil Johann Reuchlin ve svém díle De Arte Cabbalistica. Konrad Bollstatter v 15. století také ukazuje povědomí o latinské verzi "Modlitby Adama" a interpolace v Cgm 252, i když nahrazuje Raziela Rafaelem a Setha Semem..

#### • 1. Kontroverze:
Adam se ve své modlitbě k Bohu omluvil za to, že naslouchal své ženě Evě חוה, která byla oklamána hadem, aby jedla ze stromu poznání – עץ הדעת, podle knihy Raziel, Bůh poslal nejvyššího z andělů, Raziel, aby učil Adama duchovním zákonům přírody a života na Zemi,  včetně poznání planet, hvězd a duchovních zákonů stvoření.
Anděl Raziel také učil Adama poznání síly řeči, síly myšlenek a síly duše člověka v mezích fyzického těla a tohoto fyzického světa, v podstatě učil znalosti, s nimiž lze harmonizovat fyzickou a duchovní existenci v tomto fyzickém světě.
Anděl Raziel učí síle řeči, energii obsažené ve 22 písmenech hebrejské abecedy, jejich kombinacím a významům jmen.

#### • 2. Kontroverze:
Podle židovských tradic byl anděl Raziel poslán na Zemi, aby učil Adama, a díky vznešené duši Abrahama se Raziel vrátil, aby učil Abrahama všem duchovním znalostem a duchovním zákonům. Raziel byl poslán na Zemi se zvláštním záměrem, aby učil Adama a Abrahama cestám přírody. Kniha Raziel vysvětluje vše z astrologie planet ve sluneční soustavě a vysvětluje, jak tvořivá životní energie začíná myšlenkou z duchovních říší, před manifestací jako řeč a jednání v tomto fyzickém světě. Věčná božská tvořivá životní energie této země je láska, kniha vysvětluje duchovní zákony zrození, smrti, reinkarnace duše a mnoho duchovních zákonů "změny".
Písmo svaté Tóry nezmiňuje jméno archanděla Raziela ani jeho aktivitu vzhledem k praotci Adamovi a praotci a proroku Abrahamovi. Nezmiňuje rovněž to, že by Abraham měl znalosti magie.
Za duchovního otce magie je považován Satan Cherubim, jenž je tak de facto spojován s andělem Razielem, a podle webu Lucifer Wiki je jeho bratrem.
A tehdážť zjeven bude ten bezbožník, kteréhož Pán zabije duchem úst svých, a zkazí zjevením jasné přítomnosti své,
Toho nešlechetníka, jehož příští jest podlé mocného díla satanova, se vší mocí a divy i zázraky lživými,
A se všelikým podvodem nepravost v těch, kteříž hynou, proto že lásky pravdy nepřijali, aby spaseni byli.